# باريس-نيس 2013
باريس-نايس 2013 (بالإنجليزية: 2013 Paris–Nice)‏ هو سباق دراجات هوائية أقيم بتاريخ 3–10 مارس 2013، تكون السباق من 8 مراحل وامتدّ لمسافة 1174 كم بسرعة 39.1 كم/س، استغرق السباق 29 ساعة 59 دقيقة 47 ثانية.